# Museo di Strumentaria medica
Il Museo di Strumentaria medica (già Centro Universitario Tutela e Valorizzazione Antico Patrimonio Scientifico senese) è un museo universitario dell'Università di Siena inaugurato il 29 settembre 2017. Ha sede nella Chiesa di Santa Maria Maddalena e fa parte del Sistema Museale Universitario Senese (SIMUS).

## Storia
Il Museo di Strumentaria medica è l’esito più recente dell’attività di salvaguardia del patrimonio storico scientifico e di ricerca condotta a partire dal 1994 dal Centro per la Tutela e la Valorizzazione dell’Antico Patrimonio scientifico (CUTVAP) dell'Università di Siena diventato poi, nel novembre 2017, Centro servizi di ateneo Sistema museale universitario senese SIMUS. Il Centro, oltre a coordinare le attività delle realtà museali dell’Ateneo, nel corso degli anni ha provveduto a recuperare, catalogare e inventariare la strumentazione medica antica proveniente dall'ex Ospedale del Santa Maria della Scala, dai dipartimenti scientifici dell’Ateneo senese, da istituzioni pubbliche e da privati. Tutti i beni recuperati sono conservati nel museo e nel deposito organizzato.

## Il Museo
Il Museo conserva importanti collezioni di strumenti e apparecchiature mediche e scientifiche. Tra queste, la collezione di antichi strumenti medici (circa 6000 reperti dal XVII al XX secolo) che comprende apparecchi, arredi e ferri ottocenteschi dell’ex Ospedale Santa Maria della Scala, strumenti, apparecchiature e modelli didattici di Oculistica, Anestesiologia, Odontoiatria, Fisiologia, Ginecologia, Ostetricia e Anatomia. Di particolare interesse la Collezione di modelli ostetrici in terracotta della seconda metà del XVIII secolo, un foroptoro degli anni 50 di oculistica, il tavolo operatorio ostetrico-ginecologico risalente al XIX secolo, il modello didattico per la respirazione del XIX secolo, la sedia del dentista del degli anni Venti del XX secolo.

### Il Deposito organizzato
Il Deposito organizzato è una specifica sezione del Museo di Strumentaria medica che si trova all'interno del Polo scientifico di San Miniato in via Aldo Moro, 2 a Siena. Raccoglie le collezioni storico scientifiche dell’Ateneo senese non inserite nel percorso espositivo del Museo. È dotato di un gabinetto per la ripresa fotografica e di locali dedicati all'acquisizione di nuovi beni.

### La biblioteca specialistica
Il Museo conserva anche una ricca biblioteca specialistica costituita prevalentemente da donazioni di medici, professori universitari e accademici senesi. La biblioteca raccoglie circa 5000 volumi "di fine Ottocento e primi del Novecento, assieme a cataloghi di mostre scientifiche e a cataloghi di ditte costruttrici di strumentazione sanitaria."

## Le attività
Il Museo svolge attività di catalogazione delle collezioni scientifiche, di studio delle relative discipline storiche, di cura dei materiali, della loro conservazione e di programmazione delle attività didattiche. Si è inoltre specializzato nelle azioni di salvaguardia del bene culturale scientifico: inventariazione, catalogazione, valorizzazione, restauro, formazione, ripresa fotografica, documentazione e comunicazione scientifica accompagnate da attività di ricerca storica.

### Pubblicazioni
Il museo promuove la pubblicazione di opere di argomento storico-scientifico. In particolare cura la Collana Mater.iali costituita attualmente da quindici volumi frutto del lavoro conseguente ad ogni campagna di ricognizione e relativa catalogazione e restauro. Ogni pubblicazione contiene un saggio storico sulla disciplina di appartenenza, eventuali testi relativi alla studio della collezione, le schede inventariali e le immagini degli strumenti più significativi.
1. Gigliola Terenna e Francesca Vannozzi (a cura di), Strumenti medici dei Secoli XVIII-XIX, Siena, Nuova immagine editrice, 1997, ISBN 88-7145-141-4
2. Gigliola Terenna e Francesca Vannozzi (a cura di), La Collezione degli Strumenti di Psicologia, Siena, Nuova immagine editrice, 1198 ISBN 88-7145-146-5
3. Nicoletta Nicolini e Gigliola Terenna (a cura di), La Collezione di Vetreria scientifica, Siena, Nuova immagine editrice, 1999, ISBN 88-7145-160-0
4. Renato Frezzotti, Gigliola Terenna e Francesca Vannozzi (a cura di), La Collezione degli Strumenti di Oculistica, Siena, Nuova immagine editrice, 2000, ISBN 88-7145-167-8
5. Gualtiero Bellucci, Gigliola Terenna e Francesca Vannozzi (a cura di), La Collezione degli Strumenti di Anestesiologia, Siena, Nuova immagine editrice, 2001, ISBN 88-7145-180-5
6. Gigliola Terenna e Francesca Vannozzi (a cura di), La Collezione degli Strumenti di Ginecologia, Ostetricia e Pediatria, Siena, Nuova immagine editrice, 2002, ISBN 88-7145-167-8
7. Gigliola Terenna (a cura di), Le donazioni di Strumenti scientifici e medici, Siena, Nuova immagine editrice, 2003, ISBN 88-7145-200-3
8. Gigliola Terenna e Francesca Vannozzi (a cura di), Il Museo anatomico "Leonetto Comparini": gli Strumenti scientifici, Siena, Nuova immagine editrice, 2004, ISBN 88-7145-213-5
9. Gigliola Terenna e Francesca Vannozzi (a cura di), La Collezione degli strumenti di Fisiologia, Siena, Nuova immagine editrice, 2006, ISBN 88-7145-213-5
10. Angela Caronna, Margherita Cassetti e Gigliola Terenna (a cura di), Materiali in corso, attività e indici (voll. 1-9), Siena, Nuova immagine editrice, 2007, ISBN 978-88-7145-254-8
11. Centro Servizi di Ateneo CUTVAP (a cura di), La Collezione senese degli strumenti di Fisica, Siena, Nuova immagine editrice, 2009, ISBN 978-88-7145-284-5
12. Centro Servizi di Ateneo CUTVAP (a cura di), La Collezione di Otorinolaringoiatria, Siena, Nuova immagine editrice, 2009, ISBN 978-88-7145-295-1
13. Gigliola Terenna e Francesca Vannozzi (a cura di), La Collezione senese di Chimica farmaceutica, Firenze, Firenze University Press, 2014, ISBN 978-88-6655-554-4
14. Renato Idra, Il digitale al Museo prime nozioni di fotografia digitale, Firenze, Firenze University Press, 2015 ISBN 978-88-6655-734-0
15. Davide Orsini, (a cura di), Le Collezioni di strumenti e il fondo archivistico dell’Istituto Sieroterapico e Vaccinogeno Sclavo, Siena, Betti editrice, 2016, ISBN 978-88-7576-453-1